# Tchalna
Tchalna (en carélien : Čalna, en finnois : Tšalna, en russe : Чална́, Tšalna) est une municipalité rurale du raïon de Priaja en république de Carélie.

## Géographie
La municipalité rurale de Tchalna est située en bordure de la rivière Tchalna, à 23 kilomètres au nord-ouest de Petroskoi.
Tchalna est traversé par la route 86K-10 Petroskoi-Suojärvi.
La municipalité de Tchalna a une superficie de 883,4 km2.
Tchalna est bordée au sud par Matroosa et Priaja du raïon de Priaja, à l'ouest par Essoila, au nord par le raïon de Kontupohja, et à l'est par le raïon des rives de l'Onega.
Environ 92,9% de la superficie de Tchalna est constituée de forêts et 4,7% de plans d'eau.
Tchalna est arrosée par les rivières Suojoki, Tchalna, Takajoki (Zadnjaja) et Kutismonjoki (Kutižma).
Ses lacs principaux sont Ylä-Paatjärvi (Verhneje Padozero), Ala-Paatjärvi (Nižneje Padozero), Tervalampi, Tsoptsomanjärvi (Tšoptšem), Nimijärvi (Nimozero) et Liptsakanjärvi (Liptšagskoje).

## Démographie
Recensements (*) ou estimations de la population
| 1959  | 1970  | 1979  | 1989  |
| ----- | ----- | ----- | ----- |
| 7 530 | 5 104 | 5 550 | 4 989 |

| 2009  | 2010  | 2013  | - |
| ----- | ----- | ----- | - |
| 2 476 | 2 432 | 2 580 | - |

## Galerie

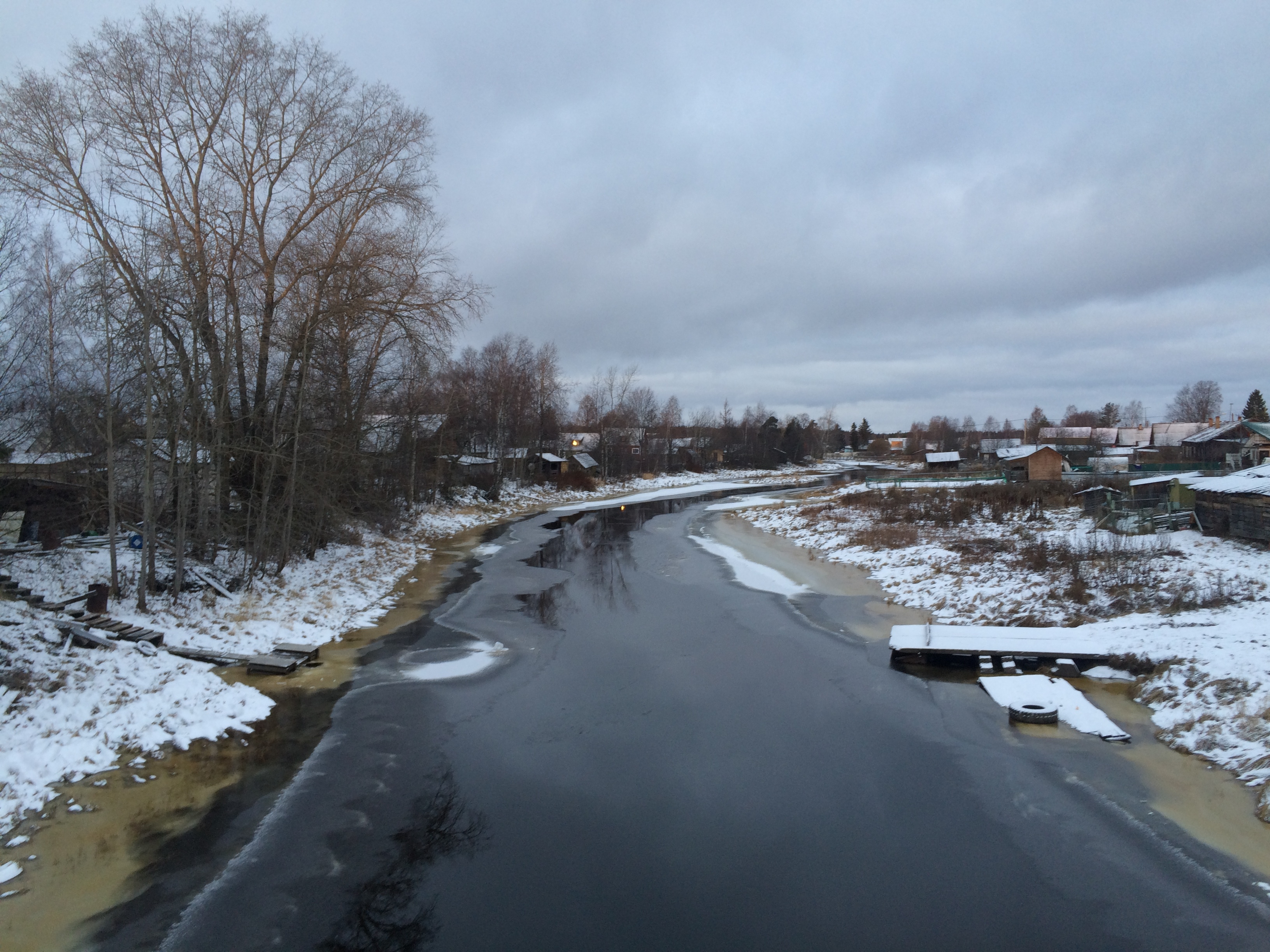
Rivière Tchalna.
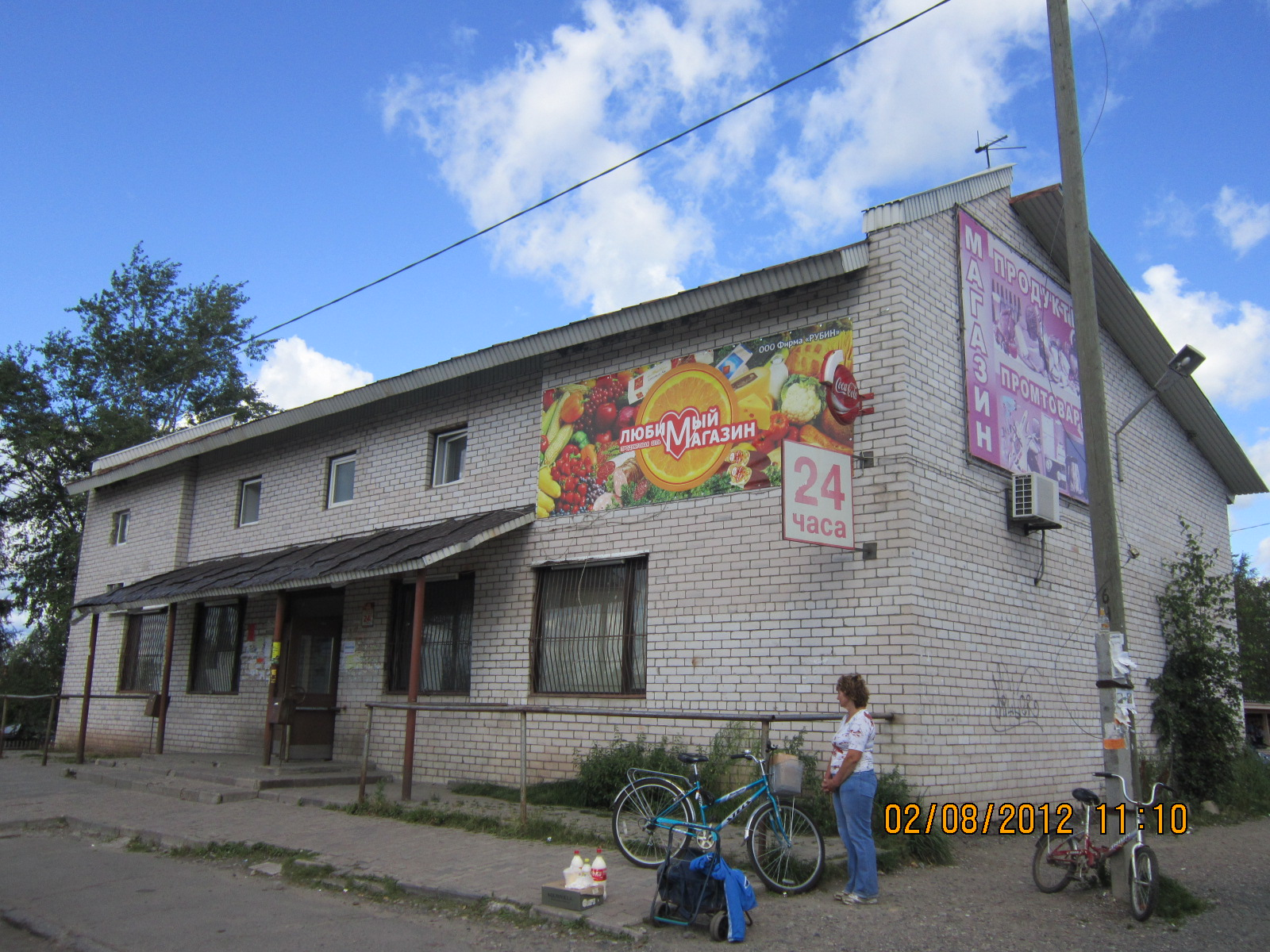
Magasin.
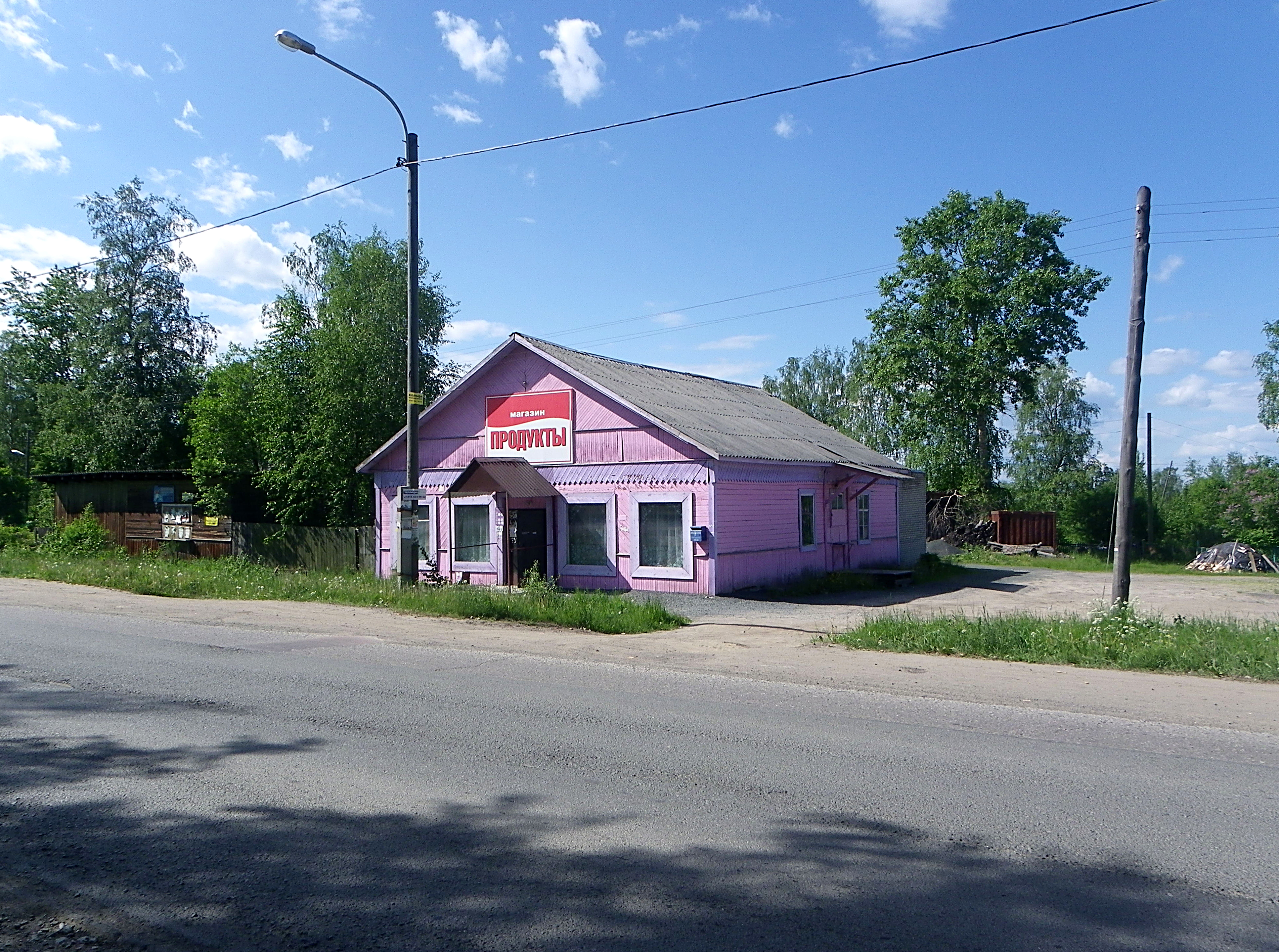
Magasin.